# 캣쇼
캣쇼(cat show)는 고양이 주인이 품종 기준을 거쳐 심판을 받기 위해 자신의 고양이를 등록해 각종 고양이 등록기관에서 우승을 다투는 심사 대회이다. 혈통 고양이와 반려 고양이 모두 허용되지만, 규칙은 조직마다 다르다. 고양이는 품종 기준과 비교하여, 이 기준과 가장 가깝다고 판단된 고양이의 주인에게는 상이 주어진다. 연말에는 다양한 쇼에서 적립된 포인트가 모두 합산되어 더 많은 국가 타이틀과 지역 타이틀이 수여된다.

## 오스트레일리아
오스트레일리아에서 캣쇼는 "닫힌 스타일" 또는 "열린 스타일"로 구분할 수 있다. 닫힌 스타일 쇼에서, 고양이들은 하얀 커튼과 침대가 있는 장식되지 않은 우리에 놓여진다. 그런 다음 소유자들은 홀을 떠나야 한다. 각 무대의 심사위원들은 차례로 각 동물을 심사하고 상을 결정한다. 열린 스타일에서, 심판들이 고양이들에 대해 그들에게 말할 때, 주인과 다른 관중들은 심판을 보기 위해 머물 수 있다. 고양이 쇼를 개최하는 한 가지 인기 있는 행사는 시드니 올림픽 공원에서 열리는 매년 열리는 시드니 왕실 부활절 쇼이다.

## 유럽

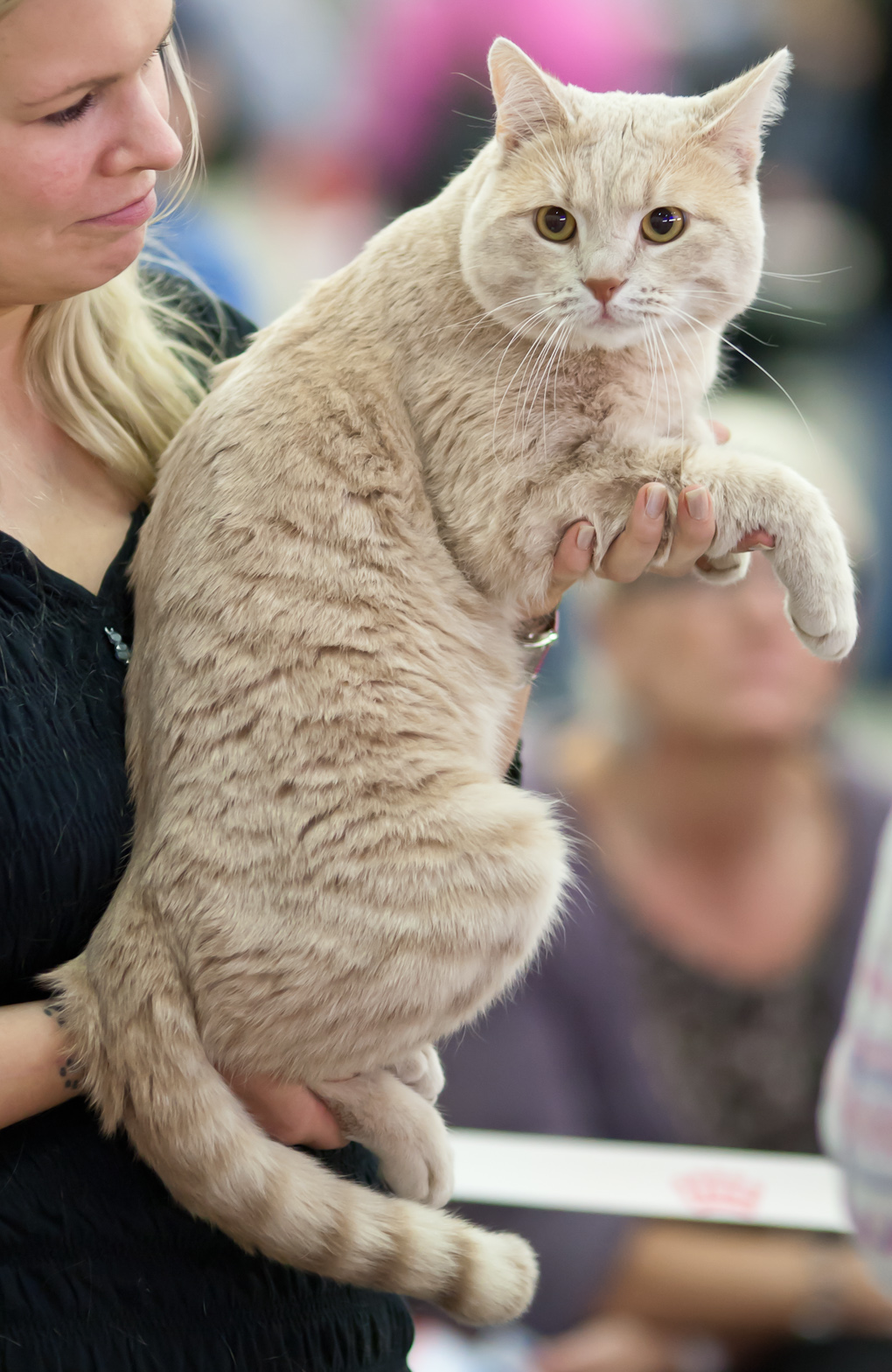
핀란드 투르쿠에서 열린 2011 TUROK 캣쇼의 유러피안 쇼트헤어

유럽에서는 고양이들이 소위 전통적인 스타일로 평가되는 경우가 많다. 심판을 통해, 각각의 고양이는 주인에게 보고서를 주는 심판에게 배정된다. 각 심판은 최종 심판에 고양이를 지명할 수 있으며, 모든 심판은 결승 진출자를 심사하고, 최종 보상은 심판의 투표로 주어진다.
수프림 캣 쇼는 매년 10월 영국 버밍엄 국립 전시 센터에서 열린다.

## 미국
미국에서는 각 판사가 우리로 된 별도의 공간을 가지고 있다. 고양이들을 심판에게 데리고 가면, 심판은 각각의 고양이들을 하나씩 탈락시키고 교체한다. 고양이들의 주인을 포함한 관중들이 참석하고 방청석에 있다. 고양이들의 주인들은 각각의 고양이들에게 번호가 주어지고 그들이 호명되었을 때 무대로 데려와야 한다.

## 같이 보기
- 고양이 등록소